# Saltinho (Santa Catarina)
Pour les articles homonymes, voir Saltinho.
Saltinho est une ville brésilienne située dans la mésorégion Ouest de Santa Catarina, dans l'État de Santa Catarina.

## Géographie
Saltinho se situe par une latitude de 26° 36′ 33″ sud et par une longitude de 53° 03′ 22″ ouest, à une altitude de 620 mètres.
Sa population était de 3 961 habitants au recensement de 2010. La municipalité s'étend sur 157 km2.
Elle fait partie de la microrégion de Chapecó, dans la mésorégion Ouest de Santa Catarina.

## Villes voisines
Saltinho est voisine des municipalités (municípios) suivantes :
- Bom Jesus do Oeste
- Campo Erê
- Irati
- Santa Terezinha do Progresso
- Serra Alta
- São Bernardino
- São Lourenço do Oeste
- Sul Brasil